# Bonoua
Bonoua är en ort i Elfenbenskusten. Den ligger i distriktet Comoé, i den sydöstra delen av landet, 250 km sydost om huvudstaden Yamoussoukro. 